# Cevşen
Cevşen bezeichnet ein Amulett des islamischen Kulturkreises oder aber ein spezielles Gebet. Das Wort stammt aus dem iranischen, wo es „Kettenhemd“ (genauer übersetzt „gepanzerte Kriegskleidung“) bedeutet, was auch die Funktion dieses Amuletts und des Gebets erklärt.

## Cevşen als überliefertes Gebet in der islamischen Tradition

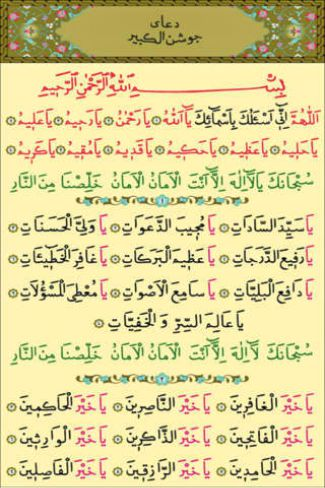
Ausschnitt aus einem Cevsen Gebetbuch in Arabischer Sprache.

In der islamischen Terminologie bezeichnet der Begriff jedoch ein langes Gebet, das auf den Propheten Muhammad zurückgeführt wird – „Dschawschan al-Kabir“.
Das „Dschawschan al-Kabir“ besteht aus 100 Kapiteln, in denen (mit wenigen Ausnahmen) jeweils zehn Namen oder Attribute Gottes Erwähnung finden. Das Hauptanliegen dieser Fürbitten und Anrufungen besteht darin, Erlösung zu finden von Leid in diesem Leben und vor der Bestrafung im Jenseits, was sich aus den Zusätzen am Ende des Gebets herleiten lässt.

## Cevşen als Amulett in der Kultur
Das Cevşen besteht aus auf Papier geschriebenen Koransuren oder Gebeten, die wasserabweisend (in Seide, heutzutage eher in Plastik) eingehüllt und dann mit einer Schutzhülle ummantelt werden – diese kann schlichtes Leder oder auch eine aufwändig gearbeitete kleine Schatulle aus Gold oder Silber sein, die dann mit einem Band oder einer Kette um den Hals getragen wird.
Gerade beim Cevşen zeigt sich die Vermischung von Volksglaube und islamischer Lehre. So kann der interessierte Käufer Cevşen für jede Gelegenheit (ausbleibender Kinderwunsch, Reichtum, Schutz, Gesundheit) erwerben.